# Jennifer Gareis
Jennifer Lynne Gareis (ur. 1 sierpnia 1970 w Lancaster w USA) – amerykańska aktorka filmowa.

## Filmografia
- 1996: Miłość ma dwie twarze (The Mirror Has Two Faces)
- 1997–2004, 2014: Żar młodości (The Young and the Restless), jako Grace Turner
- 1997: Części intymne (Private Parts), jako Lisa
- 1997: Cena oddechu (Lifebreath), jako kobieta w windzie
- 1998: Enough Already
- 2000: 6. dzień (The 6th Day), jako wirtualna dziewczyna
- 2000: Miss Agent (Miss Congeniality), jako Tina
- 2000: Luckytown, jako Sugar
- 2001: Feather Pimento, jako kobieta w zieleni
- 2001: College Try, jako Christie
- 2001: Diagnoza morderstwo (Diagnosis Murder), jako Thalia Rose Lawn (gościnnie)
- 2001: Downward Angel, jako kobieta
- 2001: Gangland, jako Sarah
- 2002: Statek miłości (Boat Trip), jako Sheri
- 2002: Bohaterowie (Air Strike), jako Charlie
- 2003: The Groomsmen, inny tytuł: What Boys Like, jako Brooke
- 2005: Wenus w mundurze (Venus on the Halfshell), jako Honey O’Hara
- 2005: Weronika Mars (Veronica Mars), jako Cheyenne (gościnnie)
- 2006: Escape, jako entuzjastyczna blondynka
- 2006-2015, 2016: Moda na sukces (The Bold and the Beautiful), jako Donna Logan (#2)
- 2007: Słaby punkt (Point of Entry; Panic Button), jako Susan

## Życie prywatne
Jej mężem jest Bobby Ghassemieh. 12 czerwca 2010 na świat przyszło pierwsze dziecko Gareis, syn Gavin Blaze Gareis Ghassemieh. 29 czerwca 2012 aktorka urodziła córkę – Sophię Rose Gareis Ghassemieh.